# My Bloody Valentine
My Bloody Valentine és una de les bandes més importants dins del que es coneix com a Shoegazing, amb influències de grans músics relacionats amb el post-punk (com Sonic Youth, The Velvet Underground o The Jesus and Mary Chain), queden establerts com una llegenda en el que a aquesta branca del rock respecta.
Malgrat haver tingut una curta vida (1985-1991), van marcar fortes tendències com les de l'lo-Fi rock, i tota una forma de fer rock que es basa en guitarres distorsionades i semi-ambientals, amb veus femenines fràgils i melòdiques contraposades a ambients extremadament densos i gairebé depressius.
Per això, el seu guitarrista, Kevin Shields, és també una figura de l'època, i és pare del model que segueixen altres bandes similars com Ride, Lush o Slowdive.

## Discografia
- 1985 - This Is Your Bloody Valentine
- 1988 - Isn't Anything
- 1991 - Loveless
- 2013 - MBV